# Kamenari (ort)
Kamenari är en ortsdel av Djurici i Montenegro. Den ligger i den sydvästra delen av landet vid sundet Verige. Kamenari ligger 28 meter över havet och antalet invånare är 148.
Terrängen runt Kamenari är bergig norrut, men söderut är den kuperad. Havet är nära Kamenari söderut.